# بخش مرکزی شهرستان سروستان
بخش مرکزی شهرستان سروستان یکی از بخشهای شهرستان سروستان در استان فارس ایران است. این بخش با مرکزیت شهر سروستان دارای دو دهستان: دهستان شوریجه و دهستان سروستان است و در سال ۱۳۹۵ دارای ۲۶،۵۴۶ نفر جمعیت (۷۱۵۵ خانوار) بوده است.